# Wybory parlamentarne w Szwecji w 1940 roku
Wybory do II Izby Riksdagu odbyły się 15 września 1940.
Frekwencja wyborcza wyniosła 70,3%. Oddano 2 889 137 głosów ważnych oraz 14 720 głosów pustych lub nieważnych.
Wybory 1940 roku były pierwszymi wyborami gdzie socjaldemokraci uzyskali większość ponad 50% głosów.

## Wyniki wyborów
| Lista                                          | Liczba głosów | % głosów | Liczba mandatów |
| ---------------------------------------------- | ------------- | -------- | --------------- |
| Szwedzka Socjaldemokratyczna Partia Robotnicza | 1 546 804     | 53.81    | 134             |
| Partia Prawicy                                 | 518 346       | 18,03    | 42              |
| Związek Chłopski                               | 344 345       | 11,98    | 28              |
| Ludowa Partia Liberałów                        | 344 113       | 11,97    | 23              |
| Komunistyczna Partia Szwecji                   | 101 424       | 3,53     | 3               |
| Partia Socjalistyczna                          | 18 430        | 0,64     | 0               |
| Lewicowa Partia Socjalistyczna                 | 898           | 0,03     | 0               |
| inni                                           | 57            | 0,0      | 0               |
| Razem                                          | 2 874 417     | 100      | 230             |